# The Beast of Yucca Flats
The Beast of Yucca Flats este un film SF american din 1961 regizat de Coleman Francis. În rolurile principale joacă actorii Douglas Mellor, Larry Aten, Tor Johnson.

## Prezentare
Un cercetător rus dezertor este transformat de către un test atomic într-un monstru diform, Tor Johnson, desigur. Nu se întâmplă nimic altceva, cu excepția faptului că unii oameni sunt uciși, băieții se pierd și un iepure adulmecă cadavrul lui Tor. (Acest film a fost folosit într-un episod al serialului Mystery Science Theater 3000.)

## Actori
| Actor           | Personaj         |                 |
| --------------- | ---------------- | --------------- |
| Douglas Mellor  | Hank Radcliffe   |                 |
| Barbara Francis | Lois Radcliffe   |                 |
| Bing Stafford]  | Jim Archer       |                 |
| Larry Aten      | Joe Dobson       |                 |
| Linda Bielema   | Soția în vacanță |                 |
| Ronald Francis  | Randy Radcliffe  |                 |
| Alan Francis    | Art Radcliffe    |                 |
| Anthony Cardoza | șofer KGB        | ca Tony Cardoza |
| Bob Labansat    | agent FBI        |                 |